# Michael Harrington
Pour les articles homonymes, voir Michael Harrington (football) et Harrington.
Edward Michael Harrington (24 février 1928 - 31 juillet 1989) est un militant politique social démocrate, écrivain, professeur de science politique et chroniqueur radio américain.

## Jeunesse
Michael Harrington est né à Saint-Louis dans le Missouri. Il étudie à la Saint Louis University High School, au Collège de la Sainte-Croix, à l'université de Chicago et à la Yale Law School. Jeune homme, il s'intéresse à la fois à l'idéologie de gauche et au catholicisme. Hésitant, il rejoint tout d'abord le Mouvement catholique ouvrier de Dorothy Day, un groupe pacifiste. Mais par-dessus tout, Harrington est un intellectuel. Il aime à débattre de la culture et de la politique, de préférence autour d'un verre, et son éducation de jésuite fait de lui un fin débatteur et rhétoricien. Harrington est le rédacteur en chef de The Catholic Worker de 1951 à 1953. Cependant, Harrington est déçu par la religion et, bien qu'il reste encore pour un temps attaché à la foi catholique, devient athée.

## Engagement dans le socialisme
Sa rupture avec la religion s'accompagne d'un intérêt croissant pour le marxisme et de la dérive du socialisme théorique. Après avoir quitté The Catholic Worker, Harrington devient membre de la Ligue socialiste indépendante, une petite organisation dirigée par le trotskyste Max Shachtman. Harrington et Shachtman pensent que le socialisme, promesse d'une société juste et véritablement démocratique, ne peut être réalisé sous un régime communiste autoritaire et font une critique féroce du « collectivisme bureaucratique » de l'URSS.
Harrington devient membre du Parti socialiste d'Amérique de Norman Thomas quand ce dernier fusionne avec et absorbe l'organisation de Shachtman. Harrington est favorable à la stratégie de réalignement de Shachtman de travailler avec le Parti démocrate plutôt que de faire concourir un candidat avec l'étiquette socialiste.

## Figure socialiste
Pendant cette époque, Harrington écrit The Other America : Poverty in the United States, livre qui un impact lourd sur l'administration Kennedy puis sur la guerre contre la pauvreté (War on Poverty) de Lyndon B. Johnson. Harrington devient un intellectuel et écrivain politique très lu. Il participe fréquemment à des débats contre des conservateurs mais se heurte parfois à de jeunes radicaux des mouvements du New Left. Il est présent à la conférence des Students for a Democratic Society de 1960 qui aboutit au manifeste du Port Huron Statement dont Harrington juge le résultat final insuffisamment anti-communiste. Arthur Meier Schlesinger Jr. considère Harrington comme étant le « seul radical responsable » d'Amérique, distinction un peu douteuse du reste de la gauche américaine. Harrington figure aussi en bonne place sur la Liste majeure des adversaires politiques de Nixon.
Au début des années 1970, Shachtman vire au libéralisme. Shachtman et une partie du Parti socialiste soutiennent la guerre du Viêt Nam et changent le nom de l'organisation en Sociaux-démocrates, USA. En protestation, Harrington crée le Comité d'organisation Socialiste Démocratique réunissant nombre de socialistes de l'ère de Norman Thomas, jeunes activistes et ex-shachtmaniens. D'autre part, une petite faction rejoint l'activiste pacifiste de David McReynolds, formant le Parti socialiste des États-Unis.
Selon lui, la nature antidémocratique des lois électorales américaines rend inutile toute tentative de présenter des candidats indépendants aux élections. Il défend donc l’union des mouvements sociaux (étudiants, associatifs...), des syndicats et du Parti démocrate, au sein d’une coalition sociale-démocrate.
Au début des années 1980, le Comité d'organisation socialiste démocratique fusionne avec le Nouveau mouvement américain, une organisation de vétérans de New Left, pour créer les Socialistes démocrates d'Amérique. Cette organisation à but non lucratif de type 501(c)(4) (associations civiques promouvant le bien-être social) est aujourd'hui l'une des plus grandes organisations socialistes des États-Unis avec plus de 60 000 membres. Un temps membre de l'Internationale Socialiste, elle quitte celle-ci en août 2017

## Académicien et intellectuel reconnu
Harrington est nommé professeur de science politique au Queens College en 1972.
Il est aussi l'auteur de nombreuses contributions à la National Public Radio dans les années 1980.
Michael Harrington décède en 1989 d'un cancer. Selon le New York Times, il est sans doute le socialiste le plus connu des États-Unis en son temps.

## Livres de Michael Harrington
- The Other America: Poverty in the United States (New York: Macmillan, 1962).  (ISBN 0-684-82678-X)
- The Retail Clerks (New York: John Wiley, 1962).  (ISBN 978-0471352594)
- The Accidental Century (1965; Baltimore: Penguin Books, 1966).  (ISBN 0-14-020880-1)
- Toward a Democratic Left: A Radical Program for a New Majority (1968; Baltimore: Penguin Books, 1969).  (ISBN 0025484508)
- Socialism (1972; New York: Bantam, 1973). "To the memory of Norman Thomas. And the future of his ideals."  (ISBN 0-8415-0141-6)
- Fragments of the Century (1973; New York: Touchstone, 1977).  (ISBN 978-0671226534)
- Twilight of Capitalism (New York: Simon & Schuster, 1977).  (ISBN 978-0671227593)
- The Vast Majority (New York: Simon & Schuster, 1977).  (ISBN 0-671-22529-4)
- Decade of Decision: The Crisis of the American System ((New York: Touchstone, 1981).  (ISBN 978-0671428082)
- The Next America: The Decline and Rise of the United States (New York: Touchstone, 1981).  (ISBN 978-0030574689)
- The Politics at God's Funeral: The Spiritual Crisis of Western Civilization (Baltimore: Penguin, 1985).  (ISBN 978-0140076899)
- The New American Poverty (New York: Henry Holt, 1984).  (ISBN 978-0030621574)
- Taking Sides: The Education of a Militant Mind (New York" Holt, Rinehart and Winston, 1985).  (ISBN 0-03-004429-4)
- The Next Left: The History of a Future (New York: Henry Holt, 1986).  (ISBN 0-8050-0792-X)
- The Long Distance Runner: An Autobiography (New York: Henry Holt, 1988).  (ISBN 0-8050-0790-3)
- Socialism: Past & Future (New York: Arcade Publishing, 1989).  (ISBN 1-55970-000-9)

## Apparitions télévisuelles
Michael Harrington apparaît quelquefois dans la série Free to Choose, critiquant les théories du libre-marché de Milton Friedman.